# Volker Mosbrugger

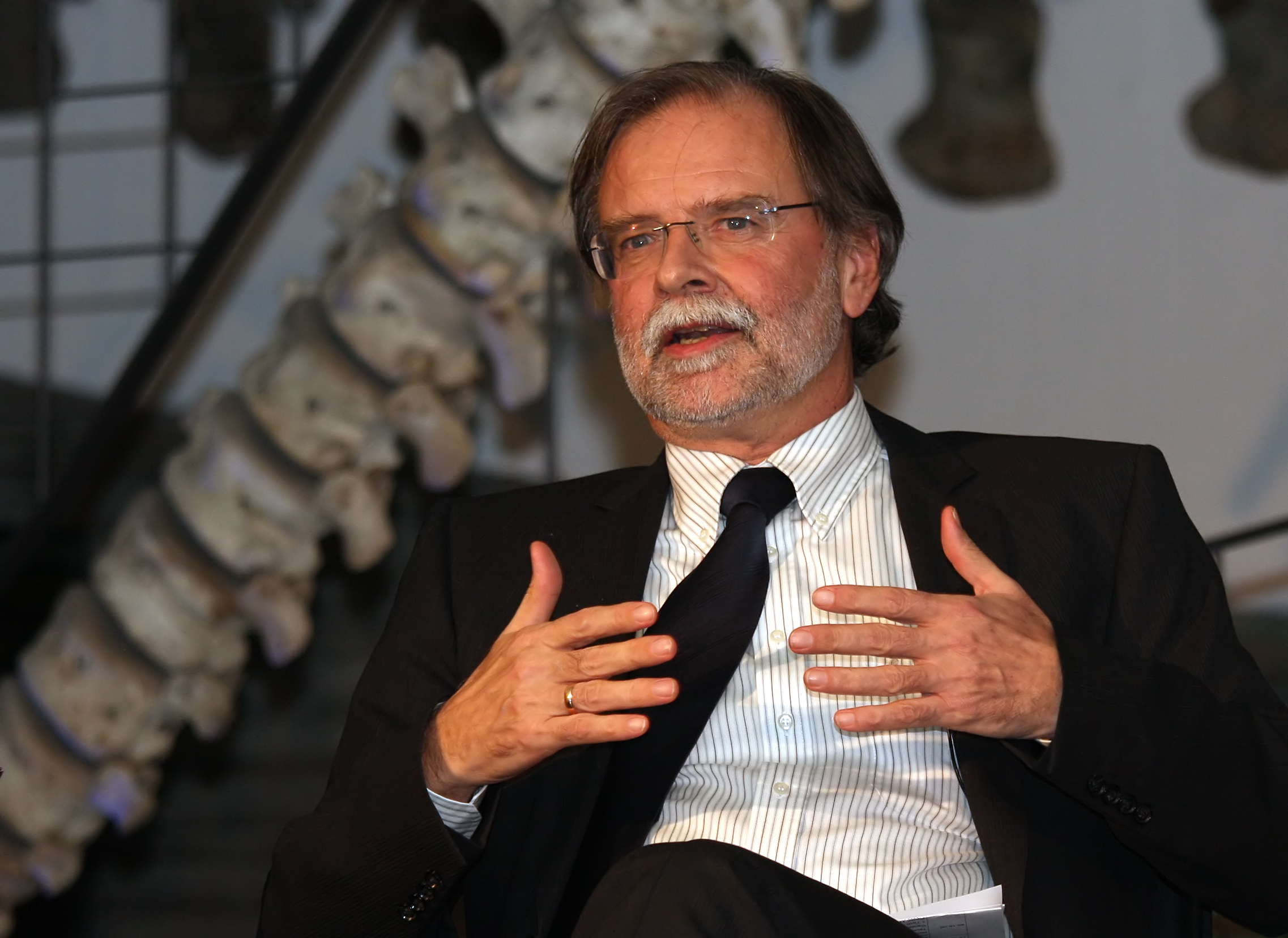
Volker Mosbrugger, 2009

Volker Josef Mosbrugger (* 12. Juli 1953 in Konstanz) ist ein deutscher Paläontologe und Hochschullehrer sowie ehemaliger Generaldirektor der Senckenberg Gesellschaft für Naturforschung mit Sitz in Frankfurt am Main.

## Leben
Volker Mosbrugger wurde als Sohn von Wilhelm Mosbrugger und dessen Frau Anna, geb. Schneider, in Konstanz geboren. Er besuchte die Volksschule Petershausen und anschließend das Suso-Gymnasium in Konstanz, an dem er im Juni 1972 das Abitur ablegte. Anschließend studierte Mosbrugger von 1973 bis 1979 Chemie, Biologie und Meeresbiologie an der Albert-Ludwigs-Universität Freiburg und an der Université des Sciences et Techniques du Languedoc in Montpellier (Frankreich). 1979 schloss er das Studium in Freiburg mit dem Staatsexamen für das höhere Lehramt in den Fächern Biologie und Chemie ab. Von 1980 bis 1983 war er wissenschaftlicher Mitarbeiter am Biologischen Institut II der Universität Freiburg bei Dieter Vogellehner, bei dem er im Dezember 1983 zum Dr. rer. nat. promoviert wurde.
Anschließend wechselte Mosbrugger als Hochschulassistent an das Institut für Paläontologie der Universität Bonn, wo er 1989 habilitierte. 1990 wurde er als Ordinarius auf den Lehrstuhl für Allgemeine Paläontologie am Institut und Museum für Geologie und Paläontologie der Eberhard Karls Universität Tübingen berufen. Dort war er unter anderem 1994 Sprecher des Sonderforschungsbereiches 230 „Natürliche Konstruktionen“ (Universitäten Stuttgart und Tübingen) und von 1994 bis 2001 Sprecher des Sonderforschungsbereiches 275 „Klimagekoppelte Prozesse in meso- und känozoischen Geoökosystemen“. Von 1996 bis 1998 war er Dekan der Fakultät für Geowissenschaften in Tübingen und von 1998 bis 1999 Prodekan. Von 1999 bis 2001 hatte Mosbrugger das Amt des Prorektors der Universität Tübingen inne. 1998 erhielt er den Gottfried-Wilhelm-Leibniz-Preis.
Ab November 2005 war Mosbrugger Direktor des Senckenberg Forschungsinstituts und des Naturmuseums in Frankfurt am Main. Ab 2008 war er zugleich wissenschaftlicher Koordinator des Biodiversität und Klima Forschungszentrums (BiK-F). Vom 1. Januar 2009 bis Ende 2020 war er – nach der von ihm forcierten Angliederung mehrerer zuvor unabhängiger Forschungszentren – Generaldirektor der Senckenberg Gesellschaft für Naturforschung, wo ihm Klement Tockner nachfolgte.
Ab 2010 war er Mitglied des Stiftungsrats der Stiftung Polytechnische Gesellschaft. Im November 2018 wurde er zum Präsidenten der Polytechnischen Gesellschaft gewählt, und im September 2022 wurde seine Amtszeit bis Ende 2026 verlängert.

## Forschungsschwerpunkte
Die Forschungsschwerpunkte Mosbruggers liegen auf dem Gebiet der erdgeschichtlichen Umweltforschung. Einerseits arbeitete er zur Evolution und Konstruktion von Landpflanzen, besonders im Tertiär. Früh beschäftigte er sich auch mit Problemen der Historischen Umweltforschung unter den Aspekten der Paläoökologie und der Paläoklimatologie und analysierte aktuelle ökologische und klimatische Veränderungen vor dem Hintergrund erdgeschichtlicher Vorgänge: Grundsätzliche Erkenntnisse über die Ursachen von Vegetationsveränderungen, über Entwicklungen von Ökosystemen und Mechanismen eines deutlich wärmeren globalen Klimasystems sind seine Forschungsziele.

## Ehrungen und Mitgliedschaften
- Leibniz-Preis der DFG, 1998
- Hessischer Kulturpreis des Ministerpräsidenten des Landes Hessen, 2017
- Goetheplakette der Stadt Frankfurt am Main, 2022
- Mitglied des wissenschaftlichen Beirats für die Grube Messel
- Ehrendoktorwürde der Universität Claude Bernard Lyon
- Ehrenprofessor der Universität Jilin, China, 2001
- Mitglied der Heidelberger Akademie der Wissenschaften
- Mitglied der Akademie der Wissenschaften und der Literatur, Mainz[4]
- Mitglied der Deutschen Akademie der Naturforscher Leopoldina, 2004[5]
- Mitglied der Deutschen Akademie der Technikwissenschaften (Acatech)

## Schriften (Auswahl)
- Systematisch-taxonomische und phylogenetische Untersuchung der Pecopteriden-Taphoflora des Stefans an der Hohengeroldseck bei Lahr (mittlerer Schwarzwald). (Freiburg (Breisgau), Univ., Diss., 1983).
- The Tree Habit in Land Plants. A Functional Comparison of Trunk Constructions with a brief Introduction into the Biomechanics of Trees (= Lecture Notes in Earth Sciences. 28). Springer, Berlin u. a. 1990, ISBN 3-540-52374-X.
- als Herausgeber mit Guy Brasseur, Michaela Schaller und Bernhard Stribrny: Klimawandel und Biodiversität. Folgen für Deutschland. Wissenschaftliche Buchgesellschaft, Darmstadt 2012, ISBN 978-3-534-25235-0.
- als Herausgeber mit Regina Oehler, Petra Gehring: Biologie und Ethik: Leben als Projekt. Beck Verlag, München 2017. ISBN 978-3-510-61409-7.

## Belege
1. ↑  Präsident Tockner verlässt FWF mit Jahresende. In: ORF.at. 15. September 2020, abgerufen am 15. September 2020.
2. ↑  Stiftung Polytechnische Gesellschaft: Volker Mosbrugger, Präsident. Auf: polytechnische.de, Stand vom 24. November 2023.
3. ↑  Pressemitteilung zur Verleihung des Leibniz-Preises
4. ↑  Mitgliedseintrag von Volker Mosbrugger bei der Akademie der Wissenschaften und der Literatur Mainz, abgerufen am 27.10.17
5. ↑  Mitgliedseintrag von Volker Mosbrugger (mit Bild) bei der Deutschen Akademie der Naturforscher Leopoldina, abgerufen am 18. Juli 2016.

| Personendaten    | Personendaten                                 |
| ---------------- | --------------------------------------------- |
| NAME             | Mosbrugger, Volker                            |
| ALTERNATIVNAMEN  | Mosbrugger, Volker Josef (vollständiger Name) |
| KURZBESCHREIBUNG | deutscher Paläontologe und Hochschullehrer    |
| GEBURTSDATUM     | 12. Juli 1953                                 |
| GEBURTSORT       | Konstanz                                      |